# Weissia leratii
Weissia leratii là một loài Rêu trong họ Pottiaceae. Loài này được (Paris & Broth.) P. Sollman mô tả khoa học đầu tiên năm 2006.